# Noisy-sur-Oise
Noisy-sur-Oise és un municipi francès, situat al departament de Val-d'Oise i a la regió d'Illa de França. L'any 2007 tenia 703 habitants.
Forma part del cantó de L'Isle-Adam, del districte de Pontoise i de la Comunitat de comunes de l'Haut Val-d'Oise.

## Demografia

### Població
El 2007 la població de fet de Noisy-sur-Oise era de 703 persones. Hi havia 252 famílies, de les quals 48 eren unipersonals (20 homes vivint sols i 28 dones vivint soles), 64 parelles sense fills, 124 parelles amb fills i 16 famílies monoparentals amb fills.
La població ha evolucionat segons el següent gràfic:
Habitants censats

### Habitatges
El 2007 hi havia 276 habitatges, 252 eren l'habitatge principal de la família, 16 eren segones residències i 8 estaven desocupats. 251 eren cases i 24 eren apartaments. Dels 252 habitatges principals, 185 estaven ocupats pels seus propietaris, 51 estaven llogats i ocupats pels llogaters i 16 estaven cedits a títol gratuït; 3 tenien una cambra, 16 en tenien dues, 27 en tenien tres, 66 en tenien quatre i 140 en tenien cinc o més. 195 habitatges disposaven pel capbaix d'una plaça de pàrquing. A 101 habitatges hi havia un automòbil i a 140 n'hi havia dos o més.

### Piràmide de població
La piràmide de població per edats i sexe el 2009 era:
| Homes | Edats   | Dones |
| ----- | ------- | ----- |
| 0     | 95 o +  | 0     |
| 0     | 90 a 94 | 4     |
| 0     | 85 a 89 | 0     |
| 4     | 80 a 84 | 4     |
| 4     | 75 a 79 | 4     |
| 4     | 70 a 74 | 12    |
| 8     | 65 a 69 | 8     |
| 12    | 60 a 64 | 8     |
| 20    | 55 a 59 | 20    |
| 20    | 50 a 54 | 28    |
| 32    | 45 a 49 | 24    |
| 28    | 40 a 44 | 32    |
| 20    | 35 a 39 | 20    |
| 20    | 30 a 34 | 40    |
| 24    | 25 a 29 | 20    |
| 37    | 20 a 24 | 16    |
| 28    | 15 a 19 | 40    |
| 20    | 10 a 14 | 12    |
| 24    | 5 a 9   | 24    |
| 36    | 0 a 4   | 20    |

## Economia
El 2007 la població en edat de treballar era de 486 persones, 386 eren actives i 100 eren inactives. De les 386 persones actives 359 estaven ocupades (190 homes i 169 dones) i 27 estaven aturades (16 homes i 11 dones). De les 100 persones inactives 30 estaven jubilades, 44 estaven estudiant i 26 estaven classificades com a «altres inactius».

### Ingressos
El 2009 a Noisy-sur-Oise hi havia 249 unitats fiscals que integraven 680,5 persones, la mediana anual d'ingressos fiscals per persona era de 24.236 €.

### Activitats econòmiques
Dels 20 establiments que hi havia el 2007, 8 eren d'empreses de construcció, 3 d'empreses de comerç i reparació d'automòbils, 2 d'empreses de transport, 1 d'una empresa financera, 5 d'empreses de serveis i 1 d'una entitat de l'administració pública.
Dels 10 establiments de servei als particulars que hi havia el 2009, 1 era un taller de reparació d'automòbils i de material agrícola, 1 paleta, 1 guixaire pintor, 5 lampisteries, 1 electricista i 1 veterinari.

## Equipaments sanitaris i escolars
El 2009 hi havia una escola elemental.

## Poblacions més properes
El següent diagrama mostra les poblacions més properes.